# Район Суруґа
Райо́н Су́руґа (яп. 駿河区, するがく, МФА: [suɾuga ku̥]) — район міста Шідзуока префектури Сідзуока в Японії.  Площа становить 72,89 км². Станом на 1 серпня 2011 року населення складало 213 439  осіб, густота населення — 2930 осіб/км².

## Освіта
- Сідзуоцький університет (головний кампус)